# Empat Lawang
Empat Lawang ist ein indonesischer Regierungsbezirk (Kabupaten) in der indonesischen Provinz Sumatra Selatan. Ende 2023 leben hier knapp 337.000 Menschen. Der Verwaltungssitz des Kabupaten Empat Lawang ist Tebing Tinggi, im Norden gelegen.

## Geografie
Hinsichtlich seiner Territorialfläche belegt der Kabupaten Platz 12 der 17 Verwaltungseinheiten 2. Ordnung (Kabupaten/Kota) in der Provinz (2,57 %) bzw. Platz 84 aller 120 Kabupaten auf der Insel Sumatra.

### Lage
Der Regierungsbezirk Empat Lawang ist der westlichste Bezirk und grenzt an die Provinz Bengkulu: im Südwesten an den Kabupaten Seluma, im Westen an Kepahiang und im Nordwesten an Rejang Lebong. Bezirksinterne Grenzen bestehen mit dem Kabupaten Musi Rawas im Norden sowie Lahat im Osten und Süden.
Auf Höhenlagen zwischen 50 und 2.500 Metern werden die Koordinaten zwischen 3° 25′ und 4° 01′ s. Br. sowie zwischen 102° 37′ und 103° 11′ ö. L. belegt.

## Verwaltungsgliederung
Administrativ unterteilt sich der Kabupaten Empat Lawang seit 2012 in 10 Distrikte (Kecamatan) mit 156 Dörfern. Im Volkszählungsjahr 2020 hatten davon 9 als Kelurahan einen städtischen Status. Die weitere Unterteilung erfolgte in 451 Dusun, 54 Rukun Warga (RW) und 151 Rukun Tetangga (RT). Im gleichen Jahr wurden 59.030 Haushalte mit durchschnittlich 4,29 Personen pro Haushalt gezählt.
| Code 1   | Kecamatan Distrikt  | Ibu Kota Verwaltungssitz | Fläche (km²) | Einw. Zensus 2010 2 | Volkszählung 2020 | Volkszählung 2020 | Volkszählung 2020 | Anzahl der Dörfer/ 6 |
| Code 1   | Kecamatan Distrikt  | Ibu Kota Verwaltungssitz | Fläche (km²) | Einw. Zensus 2010 2 | Einw. 3           | 0Dichte 40        | Sex Ratio 5       | Anzahl der Dörfer/ 6 |
| -------- | ------------------- | ------------------------ | ------------ | ------------------- | ----------------- | ----------------- | ----------------- | -------------------- |
| 16.11.01 | Muara Pinang        | Muara Pinang Baru        | 193,72       | 29.285              | 43.101            | 222,5             | 104,4             | 22                   |
| 16.11.02 | Pendopo             | Pendopo                  | 192,86       | 47.639              | 54.692            | 283,6             | 105,2             | 19                   |
| 16.11.03 | Ulu Musi            | Padang Tepong            | 329,62       | 33.552              | 25.685            | 77,9              | 108,1             | 14                   |
| 16.11.04 | Tebing Tinggi       | Pasar Tebing Tinggi00    | 362,93       | 55.639              | 68.484            | 188,7             | 105,0             | 26                   |
| 16.11.05 | Lintang Kanan       | Babatan                  | 264,55       | 23.868              | 35.334            | 133,6             | 108,6             | 16                   |
| 16.11.06 | Talang Padang       | Lampar Baru              | 140,90       | 11.615              | 17.782            | 126,2             | 104,9             | 13                   |
| 16.11.07 | Pasemah Air Keruh00 | Nanjungan                | 217,90       | 19.578              | 30.014            | 137,7             | 111,6             | 15                   |
| 16.11.08 | Sikap Dalam         | Karang Gede              | 230,76       | –                   | 22.431            | 97,2              | 105,3             | 11                   |
| 16.11.09 | Saling              | Suka Kaya                | 228,00       | –                   | 17.833            | 78,2              | 103,4             | 10                   |
| 16.11.10 | Pendopo Barat       | Lingge                   | 95,20        | –                   | 18.266            | 191,9             | 105,4             | 10                   |
| 16.11    | Kab. Empat Lawang   | Kab. Empat Lawang        | 2.256,44     | 221.176             | 333.622           | 147,9             | 106,05            | 156                  |

## Demografie
Hinsichtlich seiner Bevölkerung wird (mit 3,79 % der Provinz) Platz 12 von den 17 Verwaltungseinheiten 2. Ordnung (Kabupaten/Kota) belegt. Bezogen auf alle 120 Kabupaten auf der Insel Sumatra bedeutet dies Rang 57. Mit der Bevölkerungsdichte von 150,7 Einw. je km² weist Empat Lawang den zweiten Platz aller 13 Kabupaten der Provinz aus (hinter Ogan Komering Ulu Timur).
Der Frauenanteil hat sich zwischen den beiden Volkszählungen 2010 und 2020 sowie zum Jahresende nur unwesentlich verändert und auf Werte um die 48,5 Prozent eingepegelt.
| Jahr  | Gesamt- bevölkerung | Männer   | %      | Frauen   | %      |
| ----- | ------------------- | -------- | ------ | -------- | ------ |
| 02010 | 00221.176           | 0113.364 | 051,26 | 0107.812 | 048,74 |
| 02020 | 00333.622           | 0171.711 | 051,47 | 0161.911 | 048,63 |
| 02023 | 00336.694           | 0173.964 | 051,67 | 0162.730 | 048,33 |

Vorherrschende Religion im Jahr 2020 war der Islam, es wurden nur 101 Protestanten erfasst (alle im Verwaltungszentrum Tebing Tinggi), die immerhin über ein eigenes Kirchengebäude verfügten. Außerdem gab es 245 Moscheen und 127 kleinere Gebetsräume (indonesisch Mushola).

### Soziale Daten 2020
| Merkmal                                                            | Empat Lawang | 0Prov. Sumatra Selatan0 |
| ------------------------------------------------------------------ | ------------ | ----------------------- |
| Bevölkerung unterhalb der Armutsgrenze (Tsd.)0                     | 31,89        | 302,58                  |
| Anteil der „armen Bevölkerung“ (indonesisch Penduduk miskin) (%)00 | 12,63        | 15,03                   |
| Arbeitslosenrate (%)                                               | 03,61        | 04,18                   |
| Lebenserwartung bei der Geburt (Jahre)                             | 70,21        | 69,35                   |
| HDI-Index                                                          | 65,25        | 71,40                   |
| Analphabetenrate (in %, 15+ J.)                                    | 00,71        | 01,99                   |
| Anteil der Altersgruppen 1                                         | 0Real0       | 0Prozentual0            |
| Kinder (<15 J.)                                                    | 073.1630     | 21,93                   |
| arbeitsfähige Bevölkerung (15–64 J.)                               | 0239.7940    | 71,88                   |
| Rentner und Pensionäre (>65 J.)                                    | 0020.6650    | 06,19                   |

## Geschichte
am 15. April 2007 wurde der Kabupaten Empat Lawang als 15. Bezirk der Provinz gebildet. Auf der Grundlage des Regierungsgesetzes Nr. 1 des Jahres 2007 wurde er im Nordwesten des „Mutterbezirks“ Lahat gebildet. Der Bezirk Lahat gab dabei sieben seiner 19 Distrikte ab, 30 Prozent seines Territoriums (2.256,44 von 7.568,16 km²) und 39 Prozent seiner Bevölkerung (2005: 222.274 von 570.557 Einwohnern).
Nach der Einrichtung des neuen Kabupatens wurden drei neue Kecamatan gebildet:
- Sikap Dalam aus Dörfern des Kec. Ulu Musi[6]
- Saling aus 10 Dörfern des Kec. Tebing Tinggi[7]
- Pendopo Barat aus 10 Dörfern des Kec. Pendopo[7]

### Aktuelle Daten der Bevölkerungsfortschreibung
Nachfolgende Tabelle gibt den Einwohnerstand nach Geschlecht vom Jahresende 2022 und 2023 wieder. Er resultiert aus den Ergebnissen der Fortschreibung durch die örtlichen Zivilregistrierungsbüros (Disdukcapil, indonesisch Dinas Kependudukan dan Pencatatan Sipil) und kann in einer interaktiven Karte abgerufen werden
| Kecamatan           | 31.12.2022 | 31.12.2022 | 31.12.2022 | Fläche km² | 31.12.2023 | 31.12.2023 | 31.12.2023 | 31.12.2023         | 31.12.2023          |
| Kecamatan           | 0Insg.     | männl.     | weibl.     | Fläche km² | 0Insg.     | männl.     | weibl.     | Dichte [Einw./km²] | Sex Ratio [M*100/F] |
| ------------------- | ---------- | ---------- | ---------- | ---------- | ---------- | ---------- | ---------- | ------------------ | ------------------- |
| Muara Pinang        | 42.920     | 22.039     | 20.881     | 165,88     | 43.178     | 22.178     | 21.000     | 260,3              | 105,61              |
| Pendopo             | 54.480     | 27.989     | 26.491     | 243,11     | 54.788     | 28.162     | 26.626     | 225,4              | 105,77              |
| Ulu Musi            | 25.558     | 13.311     | 12.247     | 421,11     | 25.446     | 13.268     | 12.178     | 60,4               | 108,95              |
| Tebing Tinggi       | 70.036     | 35.923     | 34.113     | 554,05     | 71.063     | 36.474     | 34.589     | 128,3              | 105,45              |
| Lintang Kanan       | 35.350     | 18.461     | 16.889     | 290,55     | 35.587     | 18.600     | 16.987     | 122,5              | 109,50              |
| Talang Padang       | 18.470     | 9.535      | 8.935      | 125,19     | 18.401     | 9.487      | 8.914      | 147,0              | 106,43              |
| Pasemah Air Keruh   | 29.842     | 15.796     | 14.046     | 209,59     | 29.778     | 15.775     | 14.003     | 142,1              | 112,65              |
| Sikap Dalam         | 22.344     | 11.556     | 10.788     | 148,23     | 22.051     | 11.437     | 10.614     | 148,8              | 107,75              |
| Saling              | 18.408     | 9.358      | 9.050      | 175,68     | 18.296     | 9.315      | 8.981      | 104,1              | 103,72              |
| Pendopo Barat       | 18.098     | 9.276      | 8.822      | 66,27      | 18.106     | 9.268      | 8.838      | 273,2              | 104,87              |
| Kab. Empat Lawang00 | 335.506    | 173.244    | 162.262    | 2.399,66 1 | 336.694    | 173.964    | 162.730    | 140,3              | 106,90              |

## Verzeichnis der Kelurahan
Die nachfolgende Liste gibt den Einwohnerstand zum Jahresende 2022 (Semester II/2022) und genau ein Jahr später für alle Kelurahan im Bezirk Muara Enim wieder. Die Einwohnerzahl der 9 Kelurahan stieg innerhalb eines Jahres um 814 Einwohner.
Neben der Fläche und den Einwohnerzahlen sind auch deren Zugehörigkeiten zu den fünf Kecamatan aufgeführt, ebenso die errechneten Ergebnisse der Bevölkerungsdichte (in Einw. je km²) sowie des Geschlechterverhältnisses (Sex Ratio). Als erste Spalte ist der Strukturcode des indonesischen Innenministeriums angegeben. Er gibt gleichfalls Aufschluss über die Zugehörigkeit der Dörfer zu den übergeordneten Verwaltungsebenen: Die ersten drei Zahlenpärchen werden durch Punkte getrennt und geben die Provinz, den Regierungsbezirk (Kabupaten) und den Distrikt (Kecamatan) an. Als letztes folgt nach einem weiteren Trennungspunkt der vierstellige „Dorfcode“ – wobei städtisch geprägte Kelurahan immer mit 1 und „normale“ (ländliche) Desa mit einer 2 beginnen. Die Statistikseiten von BPS (Badan Pusat Statistik) verwenden eine andere Nomenklatur, auf die hier nicht näher eingegangen werden soll, da sie nur bei den Volkszählungen Anwendung findet.
Wie bei vorstehender Tabelle entstammen alle Daten der Fortschreibung durch die örtlichen Zivilregistrierungsbüros (Disdukcapil).
| Struktur- code | Kecamatan     | Kelurahan               | Bevölkerung am Jahresende 2022 | Bevölkerung am Jahresende 2022 | Bevölkerung am Jahresende 2022 | Bevölkerung am Jahresende 2023 | Bevölkerung am Jahresende 2023 | Bevölkerung am Jahresende 2023 | Bevölkerung am Jahresende 2023 |
| Struktur- code | Kecamatan     | Kelurahan               | Gesamt                         | männlich                       | weiblich                       | Gesamt                         | männlich                       | weiblich                       | Sex Ratio                      |
| -------------- | ------------- | ----------------------- | ------------------------------ | ------------------------------ | ------------------------------ | ------------------------------ | ------------------------------ | ------------------------------ | ------------------------------ |
| 16.11.02.1018  | Pendopo       | Beruge Ilir             | 4.592                          | 2.415                          | 109,16                         | 2.177                          | 4.633                          | 2.418                          | 2.215                          |
| 16.11.02.1030  | Pendopo       | Pendopo                 | 7.708                          | 3.894                          | 3.814                          | 7.783                          | 3.951                          | 3.832                          | 103,11                         |
| 16.11.02.1031  | Pendopo       | Pagar Tengah            | 4.695                          | 2.395                          | 2.300                          | 4.838                          | 2.475                          | 2.363                          | 104,74                         |
| 16.11.04.1010  | Tebing Tinggi | Kupang                  | 3.169                          | 1.586                          | 1.583                          | 3.266                          | 1.635                          | 1.631                          | 100,25                         |
| 16.11.04.1013  | Tebing Tinggi | Tanjungkupang           | 8.540                          | 4.329                          | 4.211                          | 8.620                          | 4.352                          | 4.268                          | 101,97                         |
| 16.11.04.1014  | Tebing Tinggi | Tanjung Makmur          | 3.369                          | 1.736                          | 1.633                          | 3.472                          | 1.797                          | 1.675                          | 107,28                         |
| 16.11.04.1017  | Tebing Tinggi | Pasar Tebung Tebinggi00 | keine Daten                    | keine Daten                    | keine Daten                    | keine Daten                    | keine Daten                    | keine Daten                    | keine Daten                    |
| 16.11.04.1033  | Tebing Tinggi | Jaya Loka               | 9.365                          | 4.832                          | 4.533                          | 9.487                          | 4.910                          | 4.577                          | 107,28                         |
| 16.11.04.1036  | Tebing Tinggi | Kelumpang Jaya          | 1.812                          | 942                            | 870                            | 1.965                          | 1.021                          | 944                            | 108,16                         |